# Pasajul Basarab
Pasajul Suprateran Basarab este un pasaj rutier din București, România, care unește sectoarele 1 și 6 între Șoseaua Nicolae Titulescu și Șoseaua Grozăvești. A fost construit cu scopul de a fluidiza traficul în zona de Nord-Vest a capitalei și de a completa inelul interior de circulație al Municipiului București.
Pasajul beneficiază de două benzi de circulație pe sens și două linii de tramvai. În zona de Nord construcția se compune dintr-un pod hobanat cu o înălțime a pilonilor de 84 de metri. Acesta supratraversează Calea Griviței, calea ferată și intersecța dintre Bulevardul Dinicu Golescu și Șoseaua Orhideelor.

## Istoric
Ideea unui pasaj care să corecteze și să fluidizeze traficul din centrul Bucureștilor are o vechime de peste 80 de ani.
În anul 2000, Traian Băsescu, pe vremea aceea primar general al capitalei a obținut o finanțare de la Banca Europeană de Investiții (BEI) pentru această idee.
La baza proiectului a fost studiul JICA, elaborat de specialiști niponi în 2000, care a indicat printre prioritățile viitorul dezvoltării orașului, realizarea acestui pasaj denivelat suprateran la Basarab.
Prin urmare, actuala Gară de Nord va deveni un adevărat punct internodal de transport public, unde se vor întâlni calea ferată, transportul public de suprafață și cel subteran.
Contractul pentru realizarea proiectului a fost semnat în anul 2006.
Pasajul este construit de compania spaniolă FCC Construction împreună cu compania italiană Astaldi (sub antreprenoriatul lor structura metalica s-a executat si montat de catre Coifer Impex SRL, cu forta de munca 100% romaneasca).
Începând cu anul 2008 proiectul a fost preluat de primarul general de atunci, Sorin Oprescu. În mai 2009, lucrările la Pasajul Basarab erau finalizate în proporție de 30-35%.
După unele estimări de la începutul lui 2011, lucrările la Pasajul Basarab urmau a fi finalizate în luna martie 2011. În martie 2011, în Japonia a avut loc un devastator cutremur care a dus la reevaluarea standardelor de construcție ale structurilor mari. Deși pasajul a fost testat doar cu autovehicule, constructorul a cerut timp pentru a monta și liniile de tramvai și a face astfel teste de rezistență cu tramvaie pe pod și, mai ales, pentru a monta senzori de avertizare seismică, termenul de finalizare fiind amânat pe un termen neprecizat.
În cele din urmă, podul a fost inaugurat de primarul general Sorin Oprescu și a fost deschis circulației autovehiculelor și tramvaielor în ziua de 18 iunie 2011, iar stația de tramvai cu conexiune la metrou a fost deschisă la 23 aprilie 2012, la acea dată rămânând de finalizat un trotuar rulant proiectat și produs de compania TK Elevator care să transporte călătorii către Gara de Nord. Acesta a fost inaugurat cu fast de autoritățile locale. În 2021 acest trotuar rulant, desemnat și cel mai lung din România este nefuncțional din cauza lipsei de fonduri pentru mentenanță/service. În prezent este într-o stare avansată de degradare datorită vandalismului.
Costurile realizării pasajului au fost estimate inițial la 60 de milioane euro, ulterior au urcat la 210 milioane euro,
iar în final au ajuns în 2011 la 255 de milioane de euro.

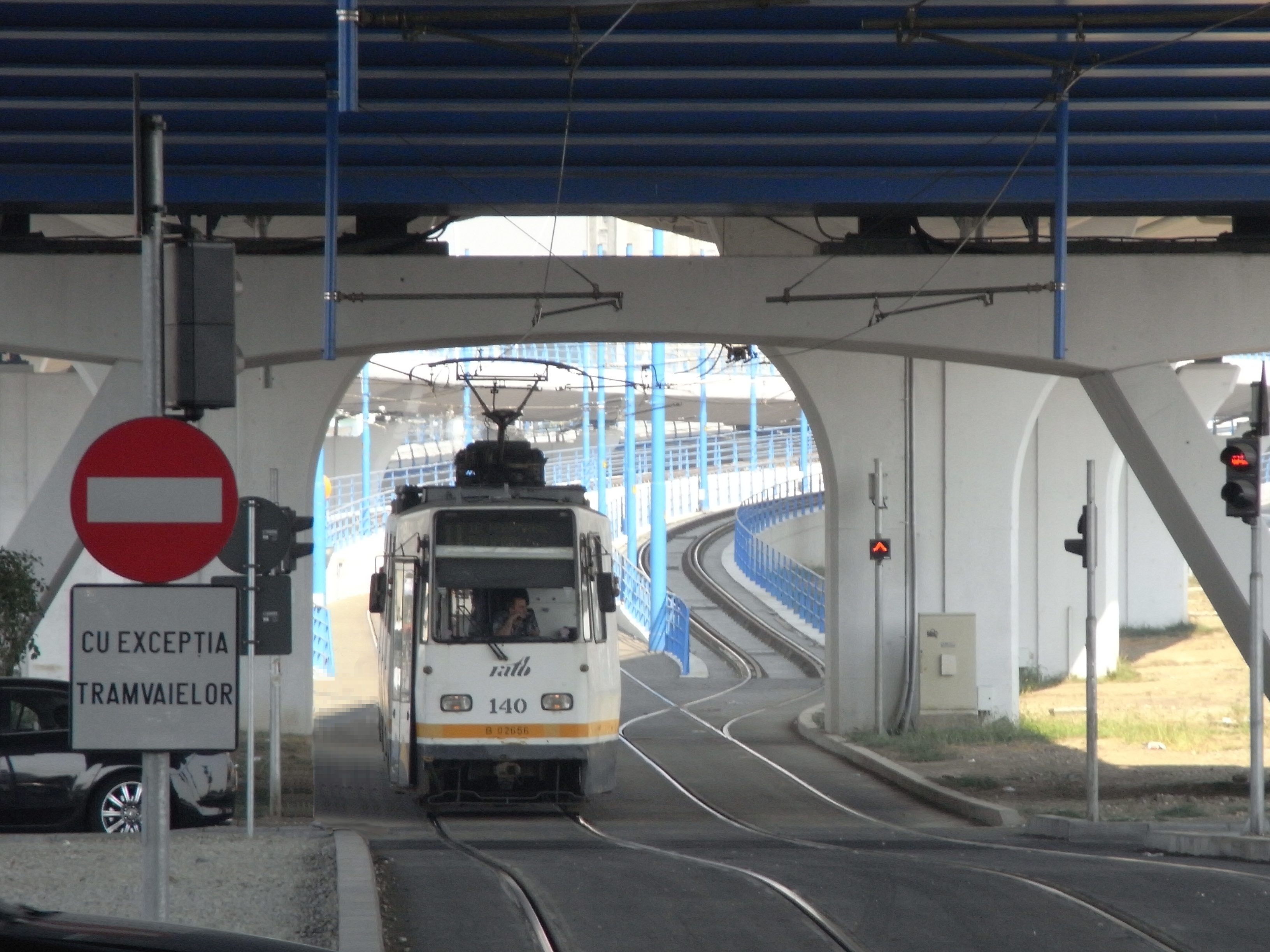
Tramvai pe sub pasaj

## Podul hobanat
Punctul principal este podul hobanat din zona gării CFR Basarab (susținut de cabluri conectate la piloni). Pilonii care au o înălțime de 84 de metri sunt prinși de către 60 de hobane (3.000 de cabluri) care susțin un tablier cu lățimea de 44 de metri, acest lucru fiind un record în Europa. După unii experți această soluție tehnică a crescut costul total al investiției cu peste 100 de milioane de euro.